# Nymans Ur 1851
AB Nymans Ur 1851 är ett svenskt familjeföretag inom klockbranschen som startades 1851. 
I företaget ingår följande butiker: Nymans Ur 1851 i Stockholm och Västerås samt KRONS i Stockholm. Nymans Ur 1851 på Biblioteksgatan i Stockholm är företagets flaggskeppsbutik.  

## Historia
Nymans Ur 1851 grundades i Västerås år 1851. Den 1 december 1881 tog Adolf Nyman över urmakerirörelsen. Adolf Nyman tog 1920 in armbandsur i sortimentet. 1926 avled Adolf Nyman och sonen Göran Nyman blev ansvarig för rörelsen.
1994 sålde Rolex hyresrätten till butiken på Biblioteksgatan 1 i Stockholm till Nymans Ur, och årtalet 1851 las till i bolagsnamnet.